# Cathy de Monchaux
Cathy de Monchaux, née en 1960 à Londres est une sculptrice britannique.

## Biographie
Cathy de Monchaux est née à Londres où elle vit et travaille. En 1980, elle étudie l'art au Camberwell College of Arts. En 1987, elle obtient un master of Fine Arts au Goldsmith’s College. Elle fait partie de la génération des Young British Artits, sans y être toutefois associée.
Elle enseigne à la Slade School of Fine Art, University College de Londres.
Ses œuvres sont marquées par une expression baroque, une grande rigueur et la sensualité des formes organiques. Ses œuvres sont des métaphores.
Erase de 1989, une de ses premières œuvres est une allusion aux sexes féminin et masculin. Il s'agit d'une sculpture murale. Un long boulon en acier est enserré dans une pièce de jeans portés et usés par l'artiste. Un velours rouge tapisse le fourreau en denim. Cathy de Monchaux oppose matières rigides et souples, formes organiques et mécaniques. Le masculin et le féminin se lovent et se fondent.
En 1997, elle réalise Making a Day for the Dead Ones. Une colonne centrale, sorte de colonne vertébrale faite de cuir rose et rouge est posée sur le sol. Douze plaques de plomb posées sur du feutre rose sont disposées en colonnes de chaque côté de la pièce centrale. Elle fait allusion au désir, au sexe, au danger et à la mort.
En 2019, elle reprend le motif des chevaux et des lances de La Bataille de San Romano de Paolo Uccello du XVe siècle, pour évoquer les conflits dans son travail.

## Expositions
- Winchester Gallery, Londres, 1985
- Mario Flecha Gallery, Londres, 1988
- Laure Genillard Gallery, Londres, 1990
- Whitechapel Art Gallery, Londres, 1997
- Sean Kelly Gallery and Mitchell-Innes & Nash, New York, 1999
- Directions: Cathy de Monchaux, Hirshhorn Museum, Washington, 2000